# 경원중학교 (서울)
경원중학교(京院中學校)는 대한민국 서울특별시 서초구 잠원동에 위치한 강남 8학군 공립 중학교이다.

## 학교 연혁
- 1980년 12월 27일 : 잠원중학교 설립허가
- 1981년 3월 1일 : 초대 지수권 교장 취임
- 1981년 3월 7일 : 1981학년도 신입생 입학(19학급 1,324명)
- 1983년 5월 2일 : 경원중학교로 교명 변경
- 1984년 2월 24일 : 1983학년도 제1회 졸업(20학급 1,392명)
- 2006년 2월 7일 : 정보관(도서실, 과학실, 시청각실) 신축 준공
- 2020년 2월 7일 : 2019학년도 제37회 졸업식(졸업생 300명)
- 2021년 9월 1일 : 제17대 정만식 교장 취임
- 2021년 12월 31일 : 2021학년도 졸업식(12학급 358명)
- 2022년 3월 2일 : 2022학년도 입학식(12학급 321명)

## 참고 자료
- 경원중학교 - 한국교육학술정보원 학교알리미